# Ernst Jeremias Neifeld

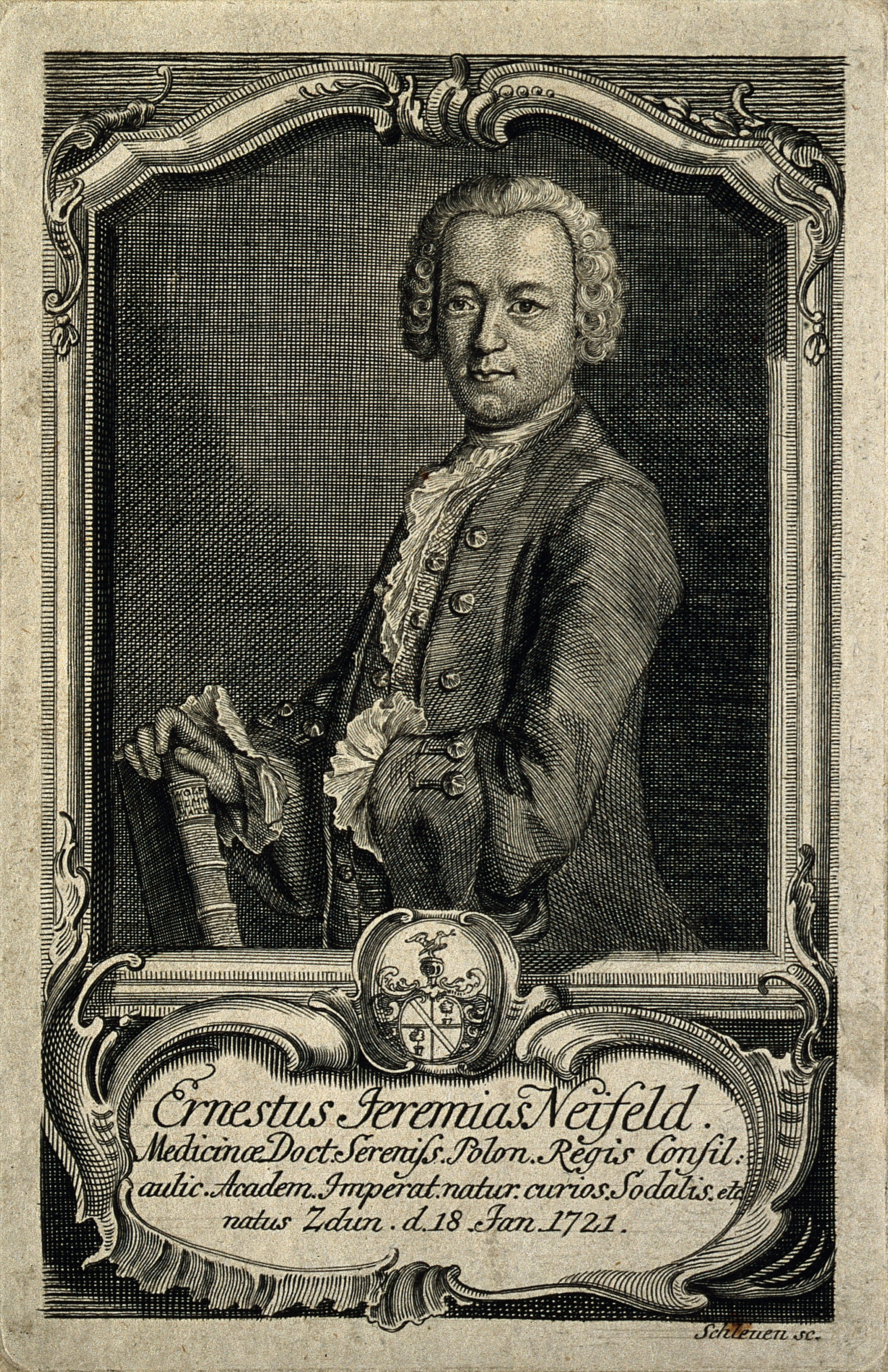
Ernst Jeremias Neifeld. Stich von Schleuen.

Ernst Jeremias Neifeld (auch Ernest Jeremiasz Nejfeld, * 18. Januar 1721 in Zduny; † 26. April 1773 in Lissa) war ein deutscher Mediziner und Herausgeber der ersten medizinischen Zeitschrift in Polen. 

## Leben
Ernst Jeremias Neifeld studierte an der Universität Leipzig Medizin und wurde 1744 in Leipzig promoviert. Neifeld wirkte später als praktischer Arzt und Landphysikus in Lissa und wurde zum königlich polnischen Hofrat ernannt.
Im Jahr 1750 begründete Neifeld mit der „Prymitiae Physico-Medicae“ die erste medizinische Zeitschrift in Polen.
Am 20. April 1762 wurde er mit dem akademischen Beinamen Nileus II. zum Mitglied (Matrikel-Nr. 648) der Leopoldina gewählt.

## Schriften
- Dissertatio inauguralis de genesi caloris febrium intermittentium. Leipzig 1744 (Digitalisat)
- Physikalische Abhandlung vom Altwasser Sauerbrunnen in Schlesien. Dessen Bestande, Wirkung und Gebrauche. In einer zusammenhängenden Lehr-Art abgefaßt. Dendeler, Züllichau 1752 (Digitalisat)
- Physikalische Abhandlung von der Goldenen Ader, welche sowohl die Eigenschaften, Wirkungen und Ursachen, als auch die Heilungsart derselben in sich faßt. Frommann, Züllichau 1761 (Digitalisat)